# Conde de Regla (1786)
El Conde de Regla fue un navío de línea español de 112 cañones que prestó servicio en la Armada Española desde que fue botado el 4 de noviembre de 1786 hasta su desguace en el Arsenal de la Carraca en 1811. Fue un regalo del conde de Regla al rey Carlos III. Su nombre de advocación era Nuestra Señora de Regla. Se construyó según el proyecto de José Romero y Fernández de Landa y pertenecía a la serie de los Santa Ana.

## Construcción
Se construyó siguiendo el proyecto de los Santa Ana, siendo los siguientes 8 navíos pertenecientes a tal serie: Santa Ana, el primero y el que da nombre a la serie, Mejicano, Conde de Regla, Salvador del Mundo, Real Carlos, San Hermenegildo, Reina María Luisa y Príncipe de Asturias.
A su entrega contaba con 30 cañones de 36 libras en la primera batería, en la segunda batería 32 cañones de 24 libras, en la tercera batería 32 cañones de 12 libras, en el alcázar 12 cañones de 8 libras y finalmente en el castillo de proa 6 cañones de 8 libras. Sus dimensiones eran de una eslora de 210 pies de burgos, una manga de 58 pies y un puntal de 27 pies y 6 pulgadas.

## Historial
En 1787 realizó pruebas en la mar bajo el mando del comandante general de la escuadra de instrucción, el teniente general Juan de Lángara y Huarte. Los resultados obtenidos fueron movimientos de balance y cabezadas muy suaves, poseía buen aguante y conservaba bien la batería.
El 14 de febrero de 1797 participó en la batalla del Cabo de San Vicente, siendo insignia del jefe de Escuadra el conde de Amblimont, que murió en el transcurso del combate a causa de una bala de cañón, y resultó herido su comandante Jerónimo Bravo. En total tuvo 9 hombres muertos y 17 heridos.
En 1811, estando en el Arsenal de la Carraca, fue desguazado por falta de recursos para carenarlo y reutilizadas sus maderas para la demanda de otros barcos españoles y británicos.

## Bibliográfica
- Juan-García Aguado, de José María de. José Romero Fernández de Landa, un ingeniero de Marina del Siglo XVIII. Universidad de La Coruña, 1998.
- «Conde de Regla.» Todo a Babor